# 金志暎
金志暎（1938年9月25日—2017年2月19日），韓國女演員。2017年2月19日，肺癌病逝，終年78歲。

## 演出作品
- （主要列出近年作品）

### 電視劇

#### 1990年以前
- 1994年：KBS《女巫》

#### 2000年代
- 2002年：SBS《野人時代》飾演 朴順天（朝鲜语：박순천）
- 2002年：SBS《傳聞中的女人》飾演 萬九母
- 2002年：KBS《人生畫報》飾演 沈氏
- 2002年：MBC《Best劇場－戴帽子的好日子》飾演 好慈
- 2003年：MBC《雪人》飾演 必勝母
- 2004年：KBS《浪漫滿屋》飾演 英宰奶奶
- 2004年：MBC《說你愛我》飾演 能玉
- 2004年：SBS《土地》飾演 金西坊嬸
- 2005年：KBS《18．29》飾演 奶奶
- 2005年：SBS《我愛你，冤家》飾演 張熙芬
- 2005年：KBS《玫瑰色人生》飾演 Miss奉
- 2006年：MBC《有多愛》飾演 善珠的姑姑
- 2007年：SBS《黃金新娘》飾演 孟萬德
- 2007年：KBS《山後的南村》飾演 洋山嬸
- 2008年：MBC《我人生的黃金期》飾演 黃祖母
- 2008年：SBS《老千》飾演 英民祖母
- 2008年：KBS《他們的世界》飾演 允英母
- 2008年：SBS《明星的戀人》飾演 金玉子

#### 2010年代
- 2010年：SBS《摘星星給我》飾演 崔恩末
- 2010年：SBS《Coffee House》飾演 洪氏
- 2010年：SBS《我的女友是九尾狐》飾演 三神奶奶
- 2011年：SBS《Midas》飾演 禹金枝
- 2011年：MBC《一閃一閃亮晶晶》飾演 高恩惠
- 2011年：KBS《浪漫小鎮》飾演 順錦的奶奶
- 2011年: KBS《紀子, 去首爾吧》
- 2011年：KBS《福熙姐》飾演 崔健蘭
- 2012年：MBC《不能沒有你的生活》飾演 姜月娥
- 2013年：JTBC《荊棘花》飾演 坡州嬸
- 2013年：MBC《金子輕鬆出來吧》飾演 崔廣順
- 2013年：SBS《好好長大的女兒荷娜》飾演 卞宗純
- 2014年：MBC《Triangle》飾演 靜熙的奶奶
- 2015年：KBS《謝謝你，兒子啊》飾演 林女士
- 2015年：MBC《憤怒的媽媽》飾演 吳太太
- 2015年：tvN《一起吃飯吧2》飾演 李點兒
- 2015年：MBC《讓女人哭泣》飾演 福萊
- 2016年：tvN《Dear My Friends》飾演 吳雙本
- 2016年：JTBC《Fantastic》飾演 曹東寶

### 電影
- 1990年：《우묵배미의 사랑（朝鲜语：우묵배미의 사랑）》飾演 오바로꾸
- 2001年：《杀手公司》
- 2004年：《不要相信她》飾演 奶奶
- 2005年：《我的結婚日記》飾演 萬卓的奶奶
- 2005年：《我和我的女友》
- 2006年：《我們的幸福時光》飾演 朴奶奶
- 2007年：《兒子》飾演 奶奶
- 2009年：《國家代表》飾演 奉九的奶奶
- 2009年：《大浩劫》飾演 金蓮
- 2010年：《英雄本色：無敵者》
- 2011年：《熔爐》飾演 仁浩母
- 2011年：《世上最美麗的離別》飾演 奶奶
- 2013年：《高齡化家族》（特別演出）
- 2013年：《間諜》
- 2013年：《結婚前夜》（特別演出）
- 2015年：《奸臣》
- 2015年：《西部戰線》